# Gregorio VI (antipapa)
Gregorio VI, antipapa de la Iglesia católica.
A la muerte del papa Sergio IV en el mes de mayo de 1012, Gregorio se opuso a la elección de Benedicto VIII como nuevo pontífice romano, y se hizo proclamar "papa", al parecer por una pequeña facción. Inmediatamente fue expulsado de Roma dirigiéndose hasta Alemania a pedir ayuda al rey Enrique II el 25 de diciembre de 1012. El rey le prometió que el caso sería estudiado detalladamente según lo determinase la Ley Canónica y la costumbre romana. Mientras se solucionaba el problema, lo despojó de los símbolos y ornamentos papales que llevaba consigo y le ordenó que dejara de actuar como papa legítimo. Desde aquel momento Gregorio desaparece de la Historia.